# Deutsches Arbeiter-Turn- und Sportfest 1922

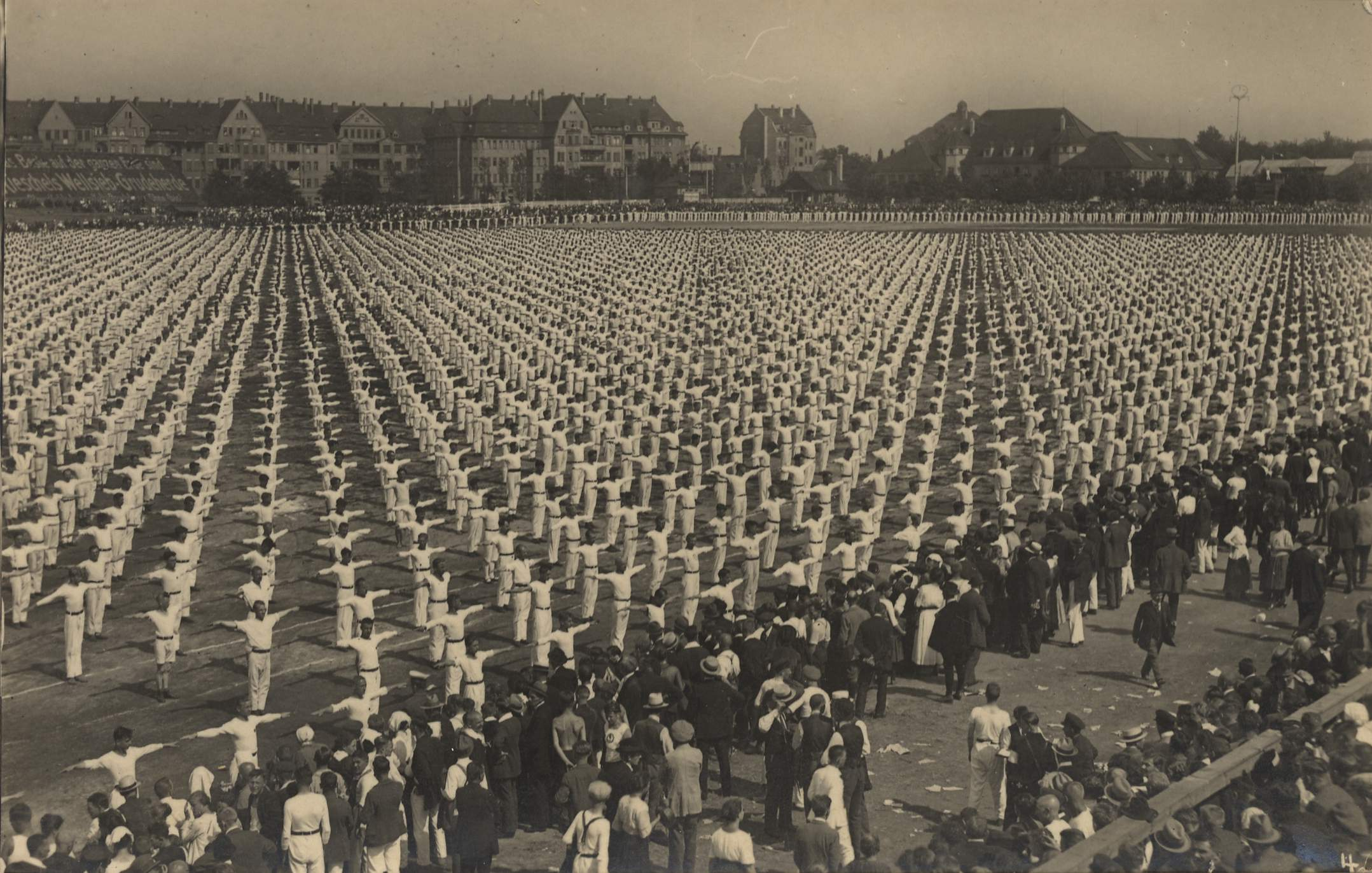
Freiübungen auf dem großen Sportplatz

Das 1. Deutsche Arbeiter-Turn- und Sportfest mit etwa 100.000 aktiven Teilnehmern fand vom 22. bis 25. Juli 1922 in Leipzig statt. Die vom Arbeiter-Turn- und Sportbund (ATSB) organisierte Veranstaltung zählt heute offiziell zu den Deutschen Turnfesten.

## Vorgeschichte und Planung
Ursprünglich sollte bereits 1918 zum 25. Jahrestag des 1893 in Gera gegründeten Arbeiterturnerbundes (ATB) ein Turnfest stattfinden, welches kriegsbedingt ausfiel. 1919 benannte sich der ATB in Arbeiter-Turn- und Sport-Bund um, der zentrale Sitz befand sich ab da in Leipzig, so dass die Messestadt als Austragungsort des nun für 1922 angesetzten Arbeiterturnfestes festgelegt wurde.
Nach der ersten Besichtigung des zukünftigen Festgeländes wurde aufgrund der vorhandenen Fläche vorgeschlagen, das Fest im Deutschen Stadion Berlin unter Verantwortung des Sportvereins Fichte Berlin durchzuführen. Nach Einspruch der Leipziger Arbeiterturnvereine und angesichts der Tatsache, dass der Ausrichter ATSB in der Messestadt seinen Sitz hatte, entschied man sich endgültig für Leipzig als Austragungsort. Gemeinsam mit dem Rat der Stadt, der dem Vorhaben Unterstützung zusicherte, wurden verschiedene Fachausschüsse gebildet.
Der erweiterte Bundesturn- und Hauptausschuss für das Fest, dem mit Käthe Fahrenwald aus Berlin auch eine Frau angehörte, beschloss in einer Sitzung vom 10. bis 12. September 1921 das endgültige Programm. Im Dezember 1921 erschien die erste von insgesamt sechs Nummern der Festschrift in Zeitschriftform. In dieser ersten Ausgabe wurden bereits der Ablauf der Freiübungen der Turnerinnen und Turner (mit Fotografien illustriert) sowie die Disziplinen der weiteren Wettkämpfe und -übungen festgelegt. Für die Komposition der Begleitmusik zu den Freiübungen konnte der Dresdner Komponist und Chorleiter Paul Büttner gewonnen werden. Das Festplakat gestaltete Erich Gruner.
Der Wohnungsausschuss rechnete im Februar 1922 mit etwa 60.000 bis 80.000 Festteilnehmern, letztendlich waren es etwa 100.000 aus neun Ländern. Für die Unterbringung der Teilnehmer wurden Massenquartiere in Schulen sowie Privatunterkünfte bereitgestellt, in 21 eingeteilten Wohnungsbezirken in der Stadt sorgten Unterausschüsse für die Organisation der Übernachtungen. Der Wirtschaftsausschuss des Festes kaufte im Vorfeld der Veranstaltung zusammen mit dem Leipziger Volkshaus sämtliche Verpflegung selbst ein, um in Eigenregie diese auf dem Festgelände zu moderaten Preisen in vier großen Restaurationen und mehreren kleineren Buffetständen zu verkaufen.

## Festplatz
Für den Festplatz wurde zunächst das innerhalb Leipzigs südöstlich gelegene Areal ins Auge gefasst, auf dem 1913 die Internationale Baufach-Ausstellung (IBA) stattfand. Heute umfasst das Gelände den Wilhelm-Külz-Park sowie große Teile des Alten Messegeländes. Schlussendlich befanden sich die eigentlichen Sportfestanlagen mit einer Fläche von etwa 450.000 Quadratmetern auf der Alten Messe, die sich zu dieser Zeit im Ausbau befand und noch große Freiflächen anzubieten hatte. Der heutige Carl-Hampel-Platz im Wilhelm-Külz-Park wurde außerhalb des eigentlichen Festgeländes für Vorrundenwettkämpfe genutzt, daneben fanden lediglich die Disziplinen im Wasser und Fußballspiele unabhängig von Wettkämpfen außerhalb des Festgeländes statt. Der große Sportplatz für Freiübungen und Massenveranstaltungen mit den Maßen 190 × 360 Metern und sechs Tribünen befand sich an der heutigen Prager Straße zwischen der Straße Alte Messe und Philipp-Rosenthal-Straße. Hier befand sich auch der Haupteingang.
Auf die das Messegelände teilende Straße des 18. Oktober mit zwei zusätzlichen Eingängen befanden sich die Befehlstürme für die Massenübungen, als Feststraße diente die damalige Lindenallee, heute Straße Alte Messe. Daneben wurden Ausstellungshallen auf dem Gelände unter anderem als Turnhalle (106 × 58 Meter), Unterbringung verschiedener Ausschüsse, Wirtschafts- und Verwaltungsgebäude, Garderobe und Hauptrestaurant (200 × 30 Meter) genutzt. Die für die IBA errichtete sogenannte Betonhalle mit Nebenbauten (120 × 110 Meter) diente als Festhalle sowie als Empfangs- und Ausstellungsgebäude. In ihr war auch eine sogenannte Turnerküche untergebracht, in der bis zu 20.000 Personen beköstigt werden konnten. Etwa an der Stelle, wo ab 1923 die Messehalle Achilleion erbaut wurde, war ein weiträumiger zentraler Aufstellungsplatz für die Turner vorzufinden.

## Sportdisziplinen und Wettkämpfe (Auswahl)
- Freiübungen (Massenturnen mit und ohne Sportgeräte)
- Mehrkampfwettbewerbe (Dreizehn-, Zehn, Sieben-, Fünf-, Vier- und Dreikampf; bestehend aus Turn- bzw. aus Turn- und Leichtathletikdispziplinen)
- Turnen (Bodenturnen, Barren, Pferd, Reck, Ringe, Rhythmische Sportgymnastik)
- Ringen
- Gewichtheben
- Leichtathletik (100-, 400-, 1500-, 5000-Meter-Lauf, Staffellauf über 4 × 100, 10 × 100 und 3000 Meter, Hochsprung, Stabhochsprung, Weitsprung, Kugelstoßen, Diskuswurf, Speerwurf)
- Tauziehen
- Radsport (Schaufahren. Kunstradfahren, Radball)
- Fußball
- Handball
- Wassersport (Schwimmen, Turmspringen, Wasserball, Synchronschwimmen)
- verschiedene Sportspiele (Faustball, Schlagball, Trommelball, Raffball, Barlauf)[11]

## Ablauf des Festes

### Allgemeines
Im Vorfeld des Sportfestes fanden am 15. und 16. Juli verschiedene Probeübungen statt, am 21. Juli kamen auf dem Leipziger Hauptbahnhof größtenteils über Sonderzüge die Teilnehmer an. Von dort aus wurden die Turner von Empfangskomitees in ihre Wohnungsbezirke und Quartiere geleitet. In einer Halle auf dem Gelände präsentierten der ATSB und der 1907 in Stuttgart und seit 1913 in Leipzig ansässige Arbeiter-Turnverlag eine Ausstellung mit dem Namen Bund und Verlag, im Anschluss des Festes wurden insgesamt 76 Turnfahrten unter anderem in den Harz oder in die Sächsische Schweiz angeboten. Die besten Teilnehmenden erhielten Urkunden.

### 22. Juli
An diesem ersten offiziellen Tag des Festes begannen unter anderem die Einzel- und Mehrkämpfe im Turnen, dazu wurden die Verbandsmeisterschaften in verschiedenen Sportdisziplinen auf kleineren Plätzen auf dem Gelände durchgeführt. Ganztägig fanden Proben für die Freiübungen auf dem großen Platz statt. Am Vormittag wurde die Ausstellung eröffnet, zudem wurden an Gräbern von verstorbenen Vorstandsmitgliedern des ATSB Kränze niedergelegt. Auf 35 Plätzen in Leipzig wurden zeitgleich um 15 Uhr Fußballspiele angepfiffen, um für den ATSB zu werben. Um 16 Uhr wurde im Leipziger Zoo das Turnfest offiziell eröffnet, im Anschluss gab es in 36 örtlichen Lokalitäten Festabende.

### 23. Juli
Ab 6 Uhr wurden die Wettkämpfe des Vortages weitergeführt, daneben gab es unter anderem das Vereinsturnen sowie Vorrundenspiele der Fußballmeisterschaft des ATSB. Ab 11 Uhr setzten sich von verschiedenen Startplätzen Festzüge zum Festplatz in Bewegung. Nachdem gegen Mittag ca. 2000 Radsportler Massenvorführungen präsentierten, trafen eine Stunde später die Festzüge auf dem Hauptplatz ein. Ab etwa 16 Uhr fanden Massenübungen von Turnern (16.000 Teilnehmer) und Turnerinnen (7.000 Teilnehmerinnen) statt, am Abend wurden Übungen von 800 sächsischen Jugendturnern und 100 tschechischen Turnerinnen präsentiert.

### 24. Juli
Am Morgen des dritten Tages wurde unter anderem das Vereinsturnen fortgeführt, daneben begannen die Wettkämpfe der Zehnkämpfer und Siebenkämpferinnen. Am Vormittag fanden auf dem Festgelände Wettkämpfe der Radsportler, der Ringer und der 100-Meter-Läufer statt. Zudem begannen im Auensee des Luna-Parks die Wettbewerbe in den Wassersportdisziplinen. Auf dem Festplatz fanden am Nachmittag Freiübungen von deutschen Turnkreisen sowie von Teilnehmern aus Finnland, der Schweiz, Belgien und der Tschechoslowakei statt. Daneben wurden die Bundesmeister im Turnen gekürt, am Abend der Fußballmeister.

### 25. Juli
Nachdem am Vormittag die offenen Wettkämpfe entschieden wurden, stand für den Nachmittag der Kinder- und Jugendsport im Mittelpunkt. Gegen Mittag setzte sich am Augustusplatz ein Festzug von etwa 3.000 Schulkindern in Bewegung, ab dem Nachmittag wurden von den Kindern ein Geräte- und Freiturnen sowie Spiel-, Tanz- und Musikvorführungen auf dem Festplatz präsentiert. Am Abend des letzten Tages fand dort ein Fußballspiel zwischen dem ermittelten ATSB-Meister und dem besten ausländischen Team statt, den Abschluss des Turnfestes bildete anschließend eine Feier mit Feuerwerk am gleichen Ort.